# Cedar Grove (Virginia Occidental)
Cedar Grove es un pueblo ubicado en el condado de Kanawha en el estado estadounidense de Virginia Occidental. En el censo de 2010 tenía una población de 997 habitantes y una densidad poblacional de 536,88 personas por km².

## Geografía
Cedar Grove se encuentra ubicado en las coordenadas 38°13′21″N 81°26′17″O / 38.22250, -81.43806. Según la Oficina del Censo de los Estados Unidos, Cedar Grove tiene una superficie total de 1,86 km², de la cual 1,86 km² corresponden a tierra firme y (0%) 0 km² es agua.

## Demografía
Según el censo de 2010, había 997 personas residiendo en Cedar Grove. La densidad de población era de 536,88 hab./km². De los 997 habitantes, Cedar Grove estaba compuesto por el 96.59% blancos, el 1,4% eran afroamericanos, el 0.2% eran amerindios, el 0,1% eran asiáticos, el 0% eran isleños del Pacífico, el 0,2% eran de otras razas y el 1,5% pertenecían a dos o más razas. Del total de la población el 1,91% eran hispanos o latinos de cualquier raza.